# Elliott Peak
Elliott Peak är en bergstopp i Kanada.   Den ligger i provinsen Alberta, i den centrala delen av landet, 3 000 km väster om huvudstaden Ottawa. Toppen på Elliott Peak är 2 846 meter över havet, eller 434 meter över den omgivande terrängen. Bredden vid basen är 5,7 km.
Terrängen runt Elliott Peak är bergig åt nordost, men åt sydväst är den kuperad.Trakten runt Elliott Peak är nära nog obefolkad, med mindre än två invånare per kvadratkilometer.. Det finns inga samhällen i närheten. 
Trakten runt Elliott Peak består i huvudsak av gräsmarker.